# Pat Frank
Pat Frank, pseudonimo di Harry Hart Frank (Chicago, 5 maggio 1907 – Atlantic Beach, 12 ottobre 1964), è stato uno scrittore statunitense.

## Premi
- American Heritage Foundation Award nel 1961

## Opere
- Mister Adam (Mr. Adam, 1946)
- An Affair of State (1948)
- Forbidden Area (1956)
- Hold Back the Night (1956)
- Addio, Babilonia (Alas, Babylon, 1959)
- How to Survive the H Bomb... and Why (1962)